# Андромах (сын Гиерона)
Андромах (др.-греч. Ἀνδρόμαχος) — македонский военачальник, участник Восточного похода Александра Македонского.
Впервые в античных источниках Андромах, сын Гиерона, упомянут в качестве военачальника отряда чужеземной наёмной конницы, состоявшего из 500 всадников, во второй линии левого фланга во время битвы при Гавгамелах 331 года до н. э. Г. Берве не исключал возможности идентичности Андромаха-наварха во время осады Тира 332 года до н. э. и Андромаха, сына Гиерона, хотя и считал её маловероятной. Однако данное предположение не является общепризнанным в историографии.
В 330 году до н. э. Андромах некоторое время находился в Экбатанах, а затем прибыл к основному македонскому войску в Арию в составе нескольких отрядов под командованием Филиппа, сына Менелая.
В 329 году до н. э. Александр отправил против Спитамена, который поднял восстание против македонян в Согдиане и Бактрии, войско из 60 гетайров, 800 всадников и 1500 пеших воинов с тремя военачальниками — Андромахом, Караном и Менедемом. Предположительно, Андромах возглавил отряд гетайров. Изнурительный поход, нескоординированные действия и нежелание военачальников брать на себя единоличную ответственность, привели к разгрому македонян у Политимета. Предположительно, во время сражения Андромах погиб.